# Arzberger Forst

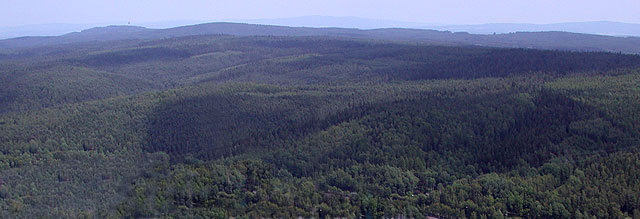
Der Blick von Arzberg in Richtung Osten zeigt den Arzberger Forst. Außerdem die Zelená hora (hinten links, mit Turm), den Výhledy (rechts daneben), Gossenbühl (halbrechts) und Dietzenberg (rechts). Am Horizont Slavkovský les (Mitte) und Český les (rechts) mit Dyleň.

Der Arzberger Forst ist ein dichtes Waldgebiet auf einem Bergrücken zwischen den Ortschaften Schirnding – entlang der tschechischen Grenze bis Seedorf – und Seußen im zum Regierungsbezirk Oberfranken gehörenden nördlichen Kohlwald, östlich der Stadt Arzberg im Landkreis Wunsiedel im Fichtelgebirge.
Zum 1. Januar 1995 wurde das ehemalige gemeindefreie Gebiet aufgelöst. Zum Zeitpunkt seiner Auflösung hatte es eine Fläche von 16,3 km² (genau 1630,09 Hektar). Das Gebiet wurde aufgeteilt auf den Markt Schirnding (nordöstlicher Teil an der tschechischen Grenze mit 860,05 ha) und die Stadt Arzberg (südwestlicher Teil 770,04 ha).

## Geographie
Der Bergrücken besteht aus mehreren Erhebungen rund um den Moosrangen (599 m). Weitere markante Erhebungen sind Sieben-Linden-Berg (643 m), Kohlberg (633 m), Galgenschlag (573 m), Sommerrangen (544 m), Dachsrangen (530 m) und Ameisenbühl (525 m). Lediglich historische Karten (um 1820) bezeichnen die Gipfelregion am Moosrangen als Saubad.
Durch das Waldgebiet verläuft östlich von Seedorf die Staatsstraße St 2178 und verbindet Schirnding mit Waldsassen. Durch Seedorf verläuft die Kreisstraße WUN 13 und verbindet die Staatsstraße St 2178 mit der weiter westlichen Staatsstraße St 2176.

## Touristische Erschließung
Durch den Arzberger Forst verläuft neben vielen anderen Wanderwegen der als Teil des Ostweges mit einem weißen O auf rotem Grund markierte Blausäulenweg des Fichtelgebirgsvereins. Erwähnenswert ist der über weite Strecken absolut geradlinige Verlauf dieses Weges.

## Bauwerke

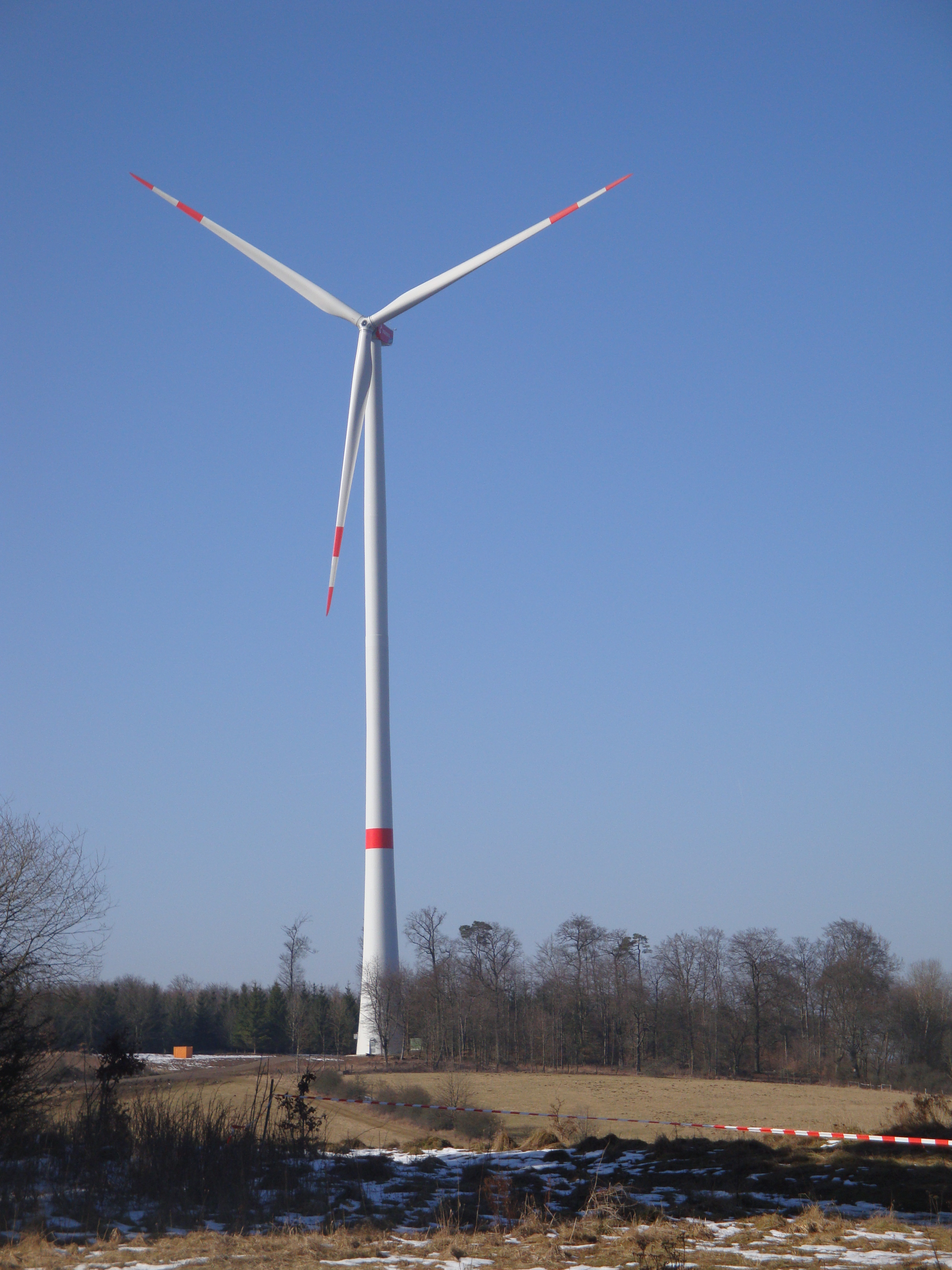
Nordex N117/2400 an einem anderen Standort

Im Landschaftsschutzgebiet Blausäulenlinie erheben sich 3 Windkraftanlagen des Typs Nordex N117/2400 mit einer Gesamthöhe von je 199 m bei einem Rotordurchmesser von 117 m, wobei 1 Rotorblatt 57 m lang ist und 10,4 Tonnen wiegt. Das Regelarbeitsvermögen pro Anlage und Jahr liegt bei 6,5 Millionen kWh.

## Geschichte
Früher diente der Wald als Rohstoffquelle für die ehemaligen Kohlenmeiler der Eisenverhüttung in Arzberg.
Nach dem Ende des Heiligen Römischen Reiches gehörte der westliche Teil des Kohlwalds zum Königreich Bayern (dort auch als „Siebenlindengebirge“ bezeichnet), weshalb in älteren Publikationen der Sieben-Linden-Berg fälschlicherweise oft als höchster Berg des Kohlwaldes angegeben wird.

## Karten
- Digitale Ortskarte 1:10.000 Bayern-Nord des Landesamtes für Vermessung und Geoinformation Bayern 2007
- Fritsch Wanderkarte 1:50.000 Naturpark Fichtelgebirge, 17. Auflage